# Heliconia longissima
Heliconia longissima är en enhjärtbladig växtart som beskrevs av Abalo och G.Morales. Heliconia longissima ingår i släktet Heliconia och familjen Heliconiaceae. Inga underarter finns listade.

## Bildgalleri

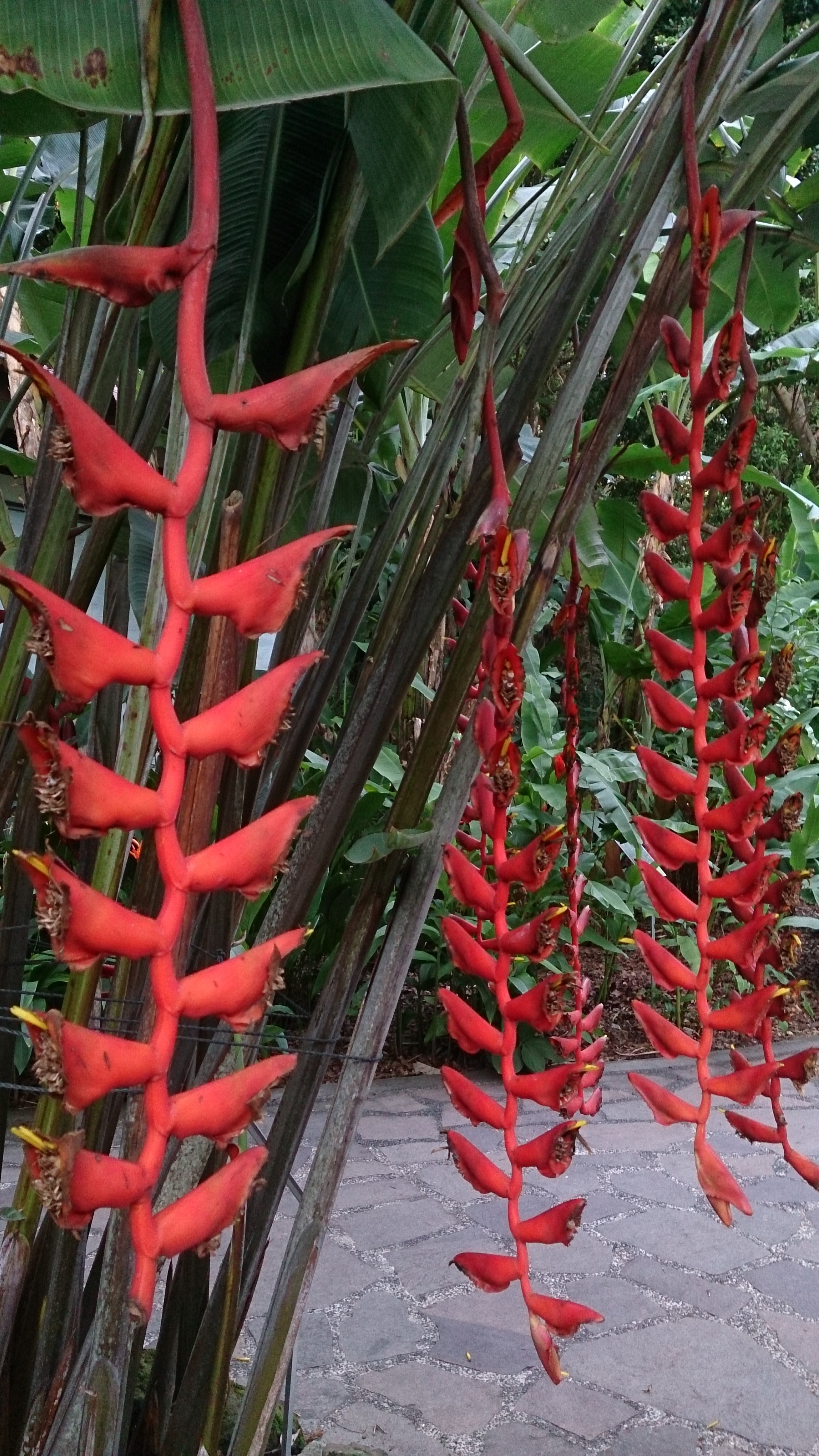
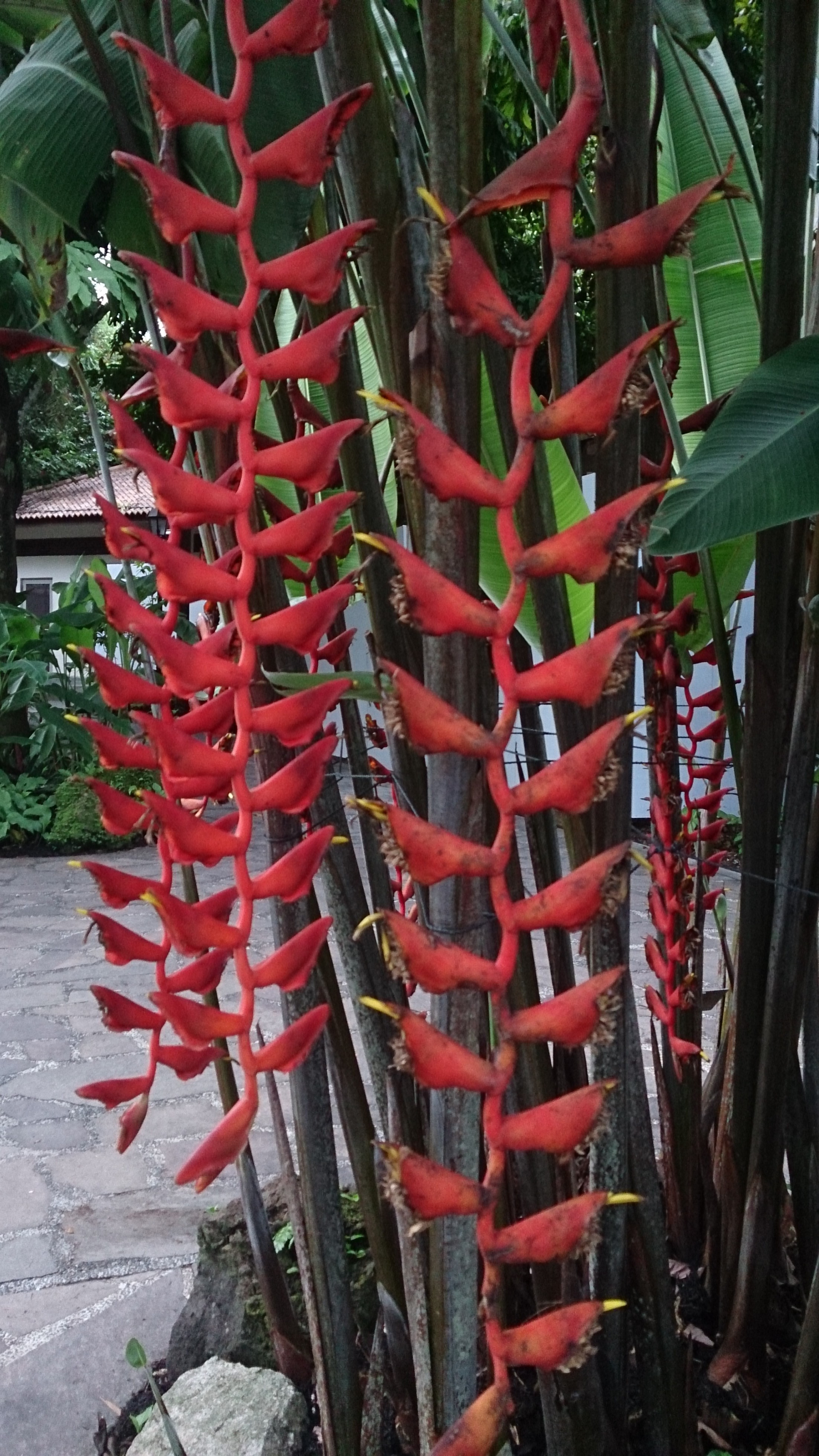
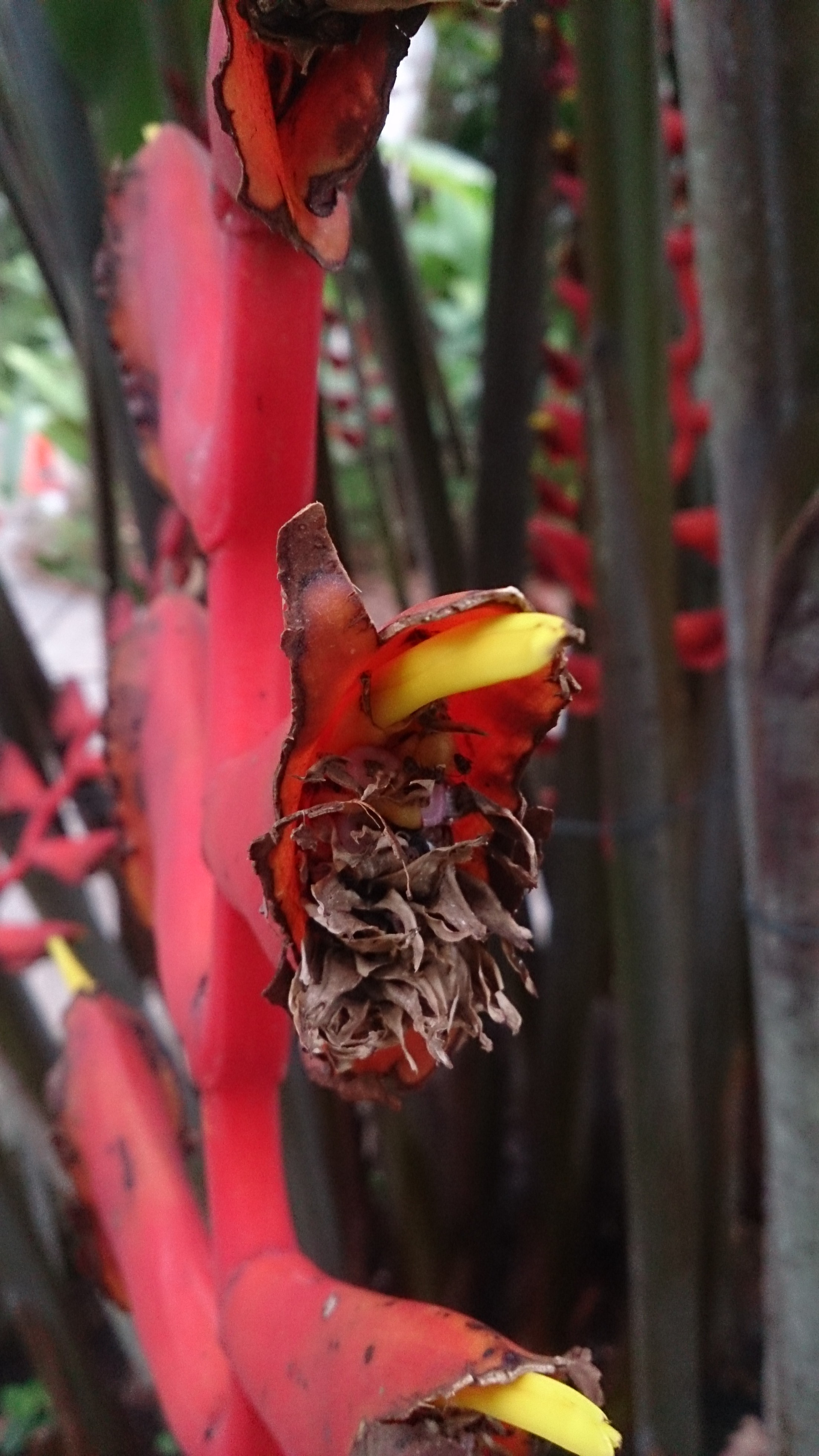
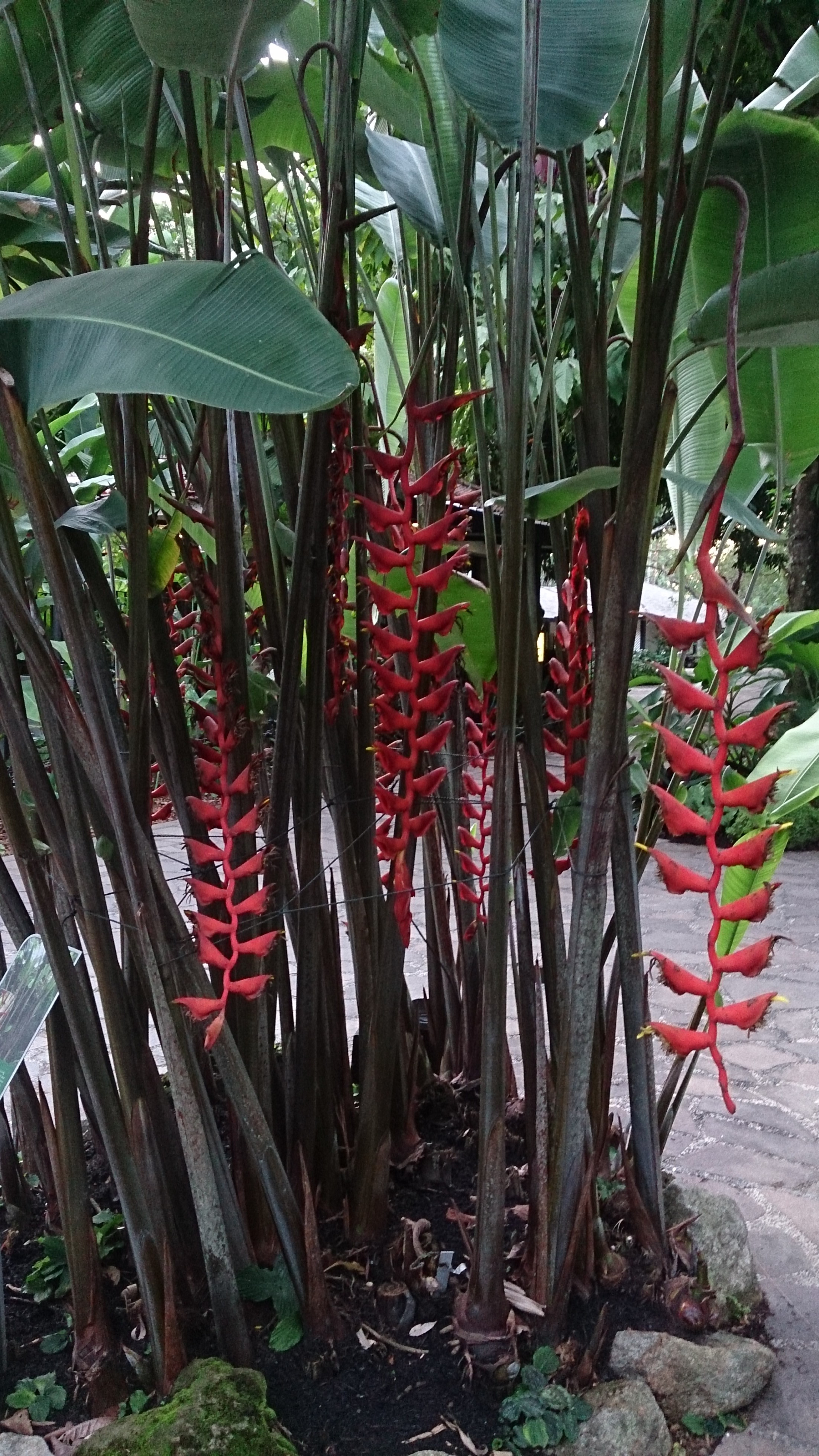